# 卡纳德卢
卡纳德卢是葡萄牙波尔图区的一个堂区。总面积12.95平方公里，总人口217人，人口密度16.8人/平方公里。